# Huxleyia munita
Huxleyia munita är en musselart som först beskrevs av Dall 1898.  Huxleyia munita ingår i släktet Huxleyia och familjen Manzanellidae. Inga underarter finns listade i Catalogue of Life.